# Metaschismatinae
Metaschismatinae is een onderfamilie van kreeftachtigen uit de klasse van de Ostracoda (mosselkreeftjes).

## Geslacht
- Metaschisma Kornicker, 1994